# Lagodeji
Lagodeji (en georgiano: ლაგოდეხი) es una ciudad en el este de Georgia, ubicada en el este de la región de Kajetia y siendo la capital del municipio homónimo. La ciudad ejerce como sede de la eparquía de Nekresi.

## Geografía
Lagodeji está entre los ríos Lagodejisjevi y Shromisjevi, junto a la frontera con Azerbaiyán y 70 km al oeste de Telavi. Lagodeji forma parte de la región histórica de Heretia.

## Historia
Lagodeji fue fundada como fortaleza en el siglo VIII bajo el nombre de Lakuasti (en georgiano: ლაკუასტის), cuando el duque Archil I ordenó la construcción de un fuerte. En el siglo XI se desarrolló como un importante monasterio en el reino de Hereti. A principios del siglo XVII, la invasión de Abás el Grande provocó la despoblación de la localidad original. 
En 1830 se refundó Lagodeji como un puesto militar en la frontera lezguina, fundándose junto al mismo el asentamiento civil en 1857. 
Lagodekhi tiene varias cascadas cercanas e incluye la reserva natural Lagodeji, establecida en 1912 y destacada por primera vez por el botánico polaco Ludwik Młokosiewicz por tener una variedad de especies de árboles.Hasta 1917, el cuartel general del regimiento estaba ubicado en el territorio de Lagodeji. Durante el período soviético, el lugar se convirtió en el centro administrativo del distrito del mismo nombre, inicialmente recibió el estatus de asentamiento de tipo urbano y en 1962 se le concedieron derechos de ciudad.

## Demografía
La evolución demográfica de Lagodeji entre 1915 y 2023 fue la siguiente:
| 368                                             | 1565 | 3198 | 6924 | 8329 | 8514 | 8968 | 6875 | 5918 | 5700 |
| (Fuente: Population of Georgia in Soviet times) |      |      |      |      |      |      |      |      |      |

Históricamente, la población de Lagodeji ha sido mixta, con mayoría georgiana pero importantes minorías de rusos y armenios.
|              | 1939      | 1939       | 2014      | 2014       |
| Grupo étnico | Población | Porcentaje | Población | Porcentaje |
| ------------ | --------- | ---------- | --------- | ---------- |
| Georgianos   | 1654      | 51,7%      | 5123      | 86,57%     |
| Rusos        | 807       | 25,2%      | 296       | 5%         |
| Ucranianos   | 807       | 25,2%      | 16        | 0,27%      |
| Armenios     | 619       | 19,4%      | 275       | 4,65%      |
| Osetios      | 44        | 1,4%       | 43        | 0,73%      |
| Ávaros       | -         | -          | 54        | 0,91%      |
| Azeríes      | 17        | 0,5%       | 60        | 1,01%      |
| Griegos      | 6         | 0,2%       | -         | -          |
| Lezguinos    | 12        | 0,2%       | -         | -          |
| Alemanes     | 8         | 0,3%       | -         | -          |
| Judíos       | 6         | 0,2%       | -         | -          |
| Asirios      | 5         | 0,2%       | -         | -          |
| Total        | 3198      | 100%       | 5918      | 100%       |

## Economía
En la ciudad hay empresas de la industria de alimentos y bebidas (tabaco, vino, conservas de frutas, aceites esenciales). Además está rodeada por una zona agrícola.

## Infraestructura

### Arquitectura, monumentos y lugares de interés
De 1864 a 1897 se construyó la iglesia ortodoxa de Nuestra Señora de Kazán.

### Transporte
La ciudad más cercana es Balakán, a unos 10 kilómetros de distancia. La estación de tren de Georgia más cercana a Lagodeji se encuentra en la localidad de Tsnori, a casi 40 kilómetros al suroeste, donde termina un ramal de la línea Tiflis-Telavi.

## Galería

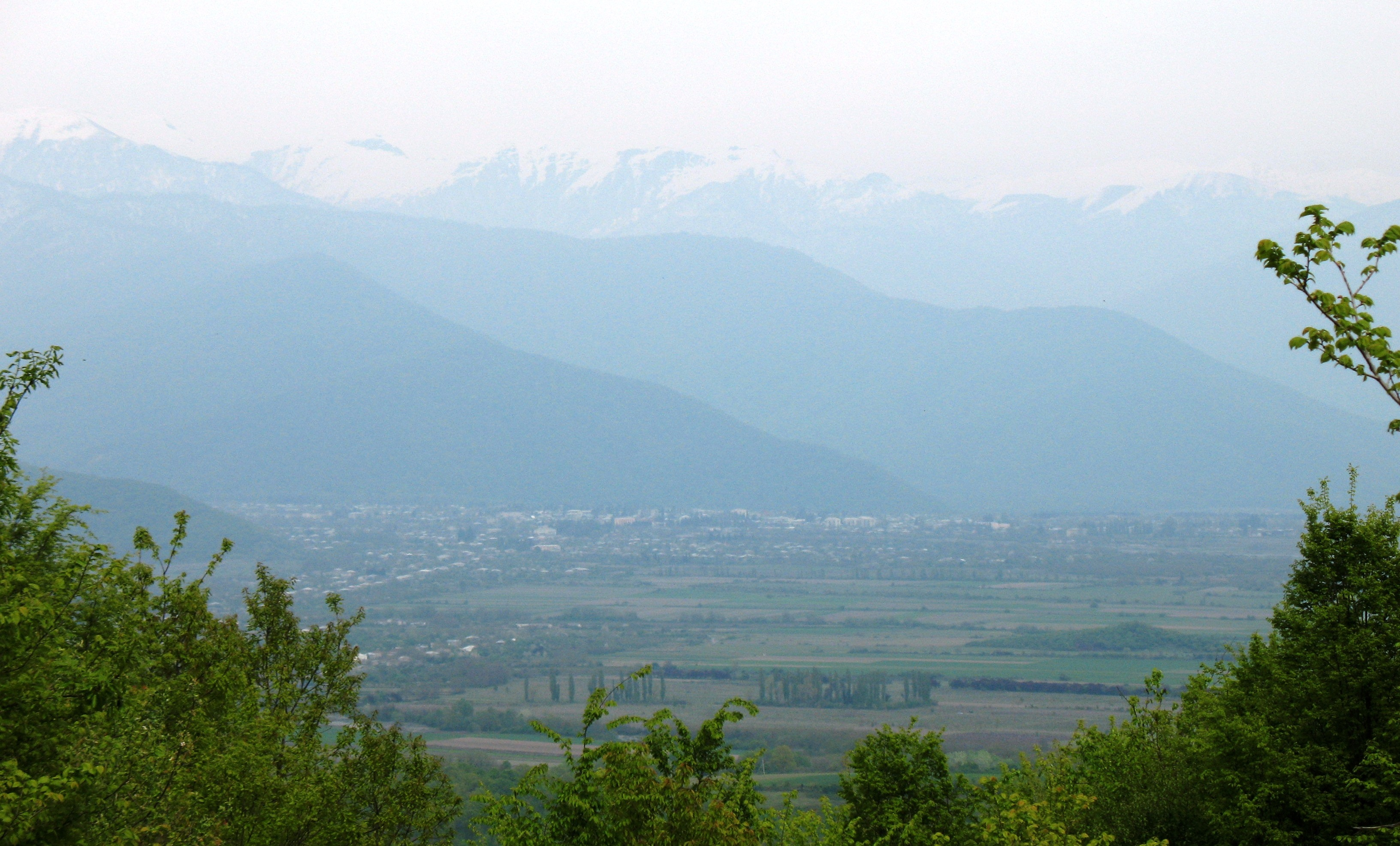
Vista de la ciudad desde la reserva
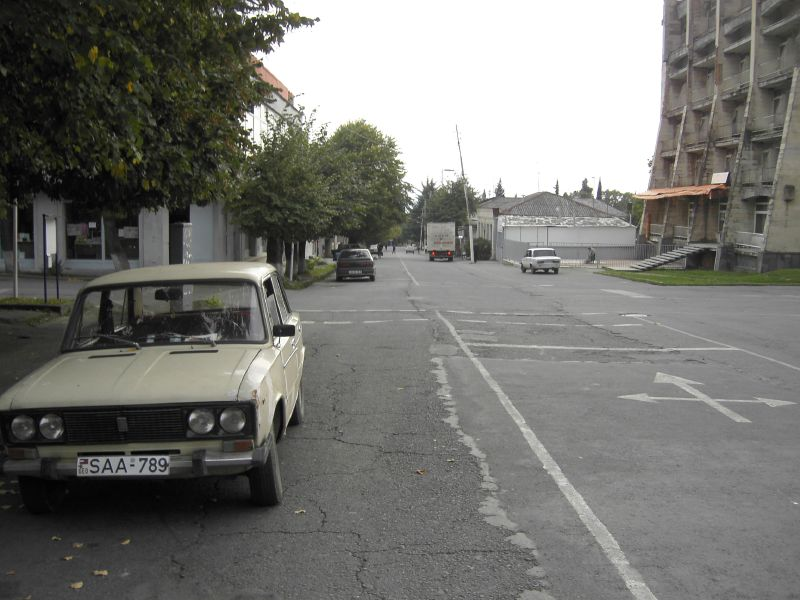
Calles de Lagodeji
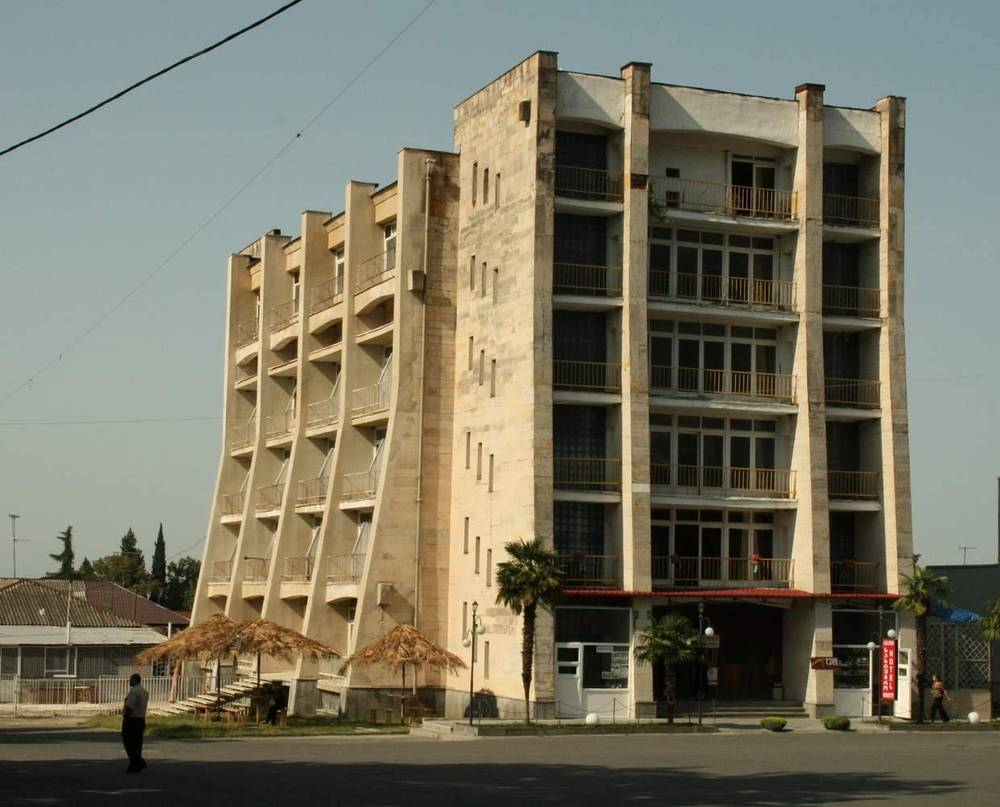
Hotel en Lagodeji
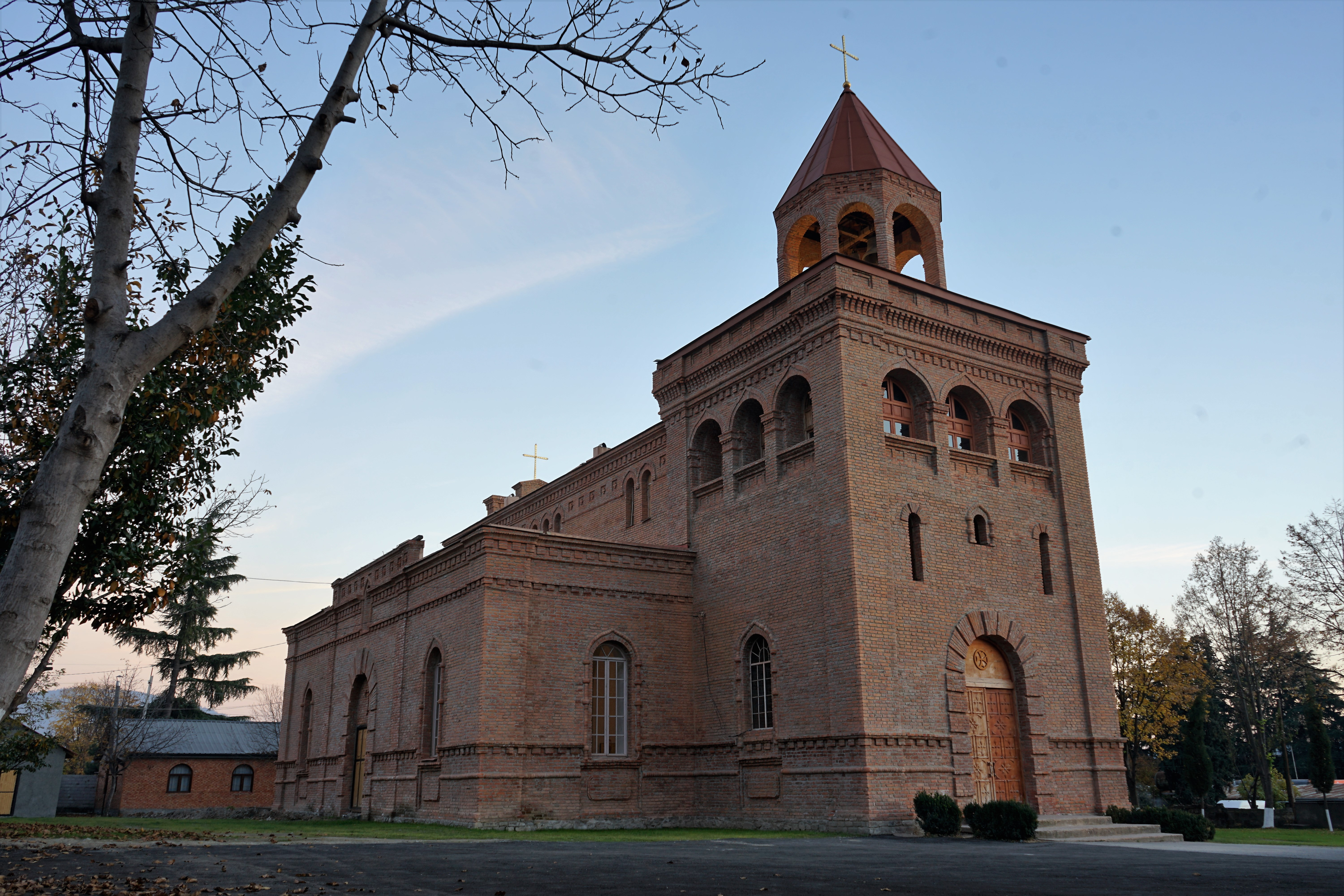
Iglesia de Nuestra Señora de Kazán